# Crocos
Crocos (en grec antic: Κρόκος) va ser, segons la mitologia grega, un jove enamorat de la nimfa Esmílace o (Esmílax), que el va rebutjar.
Els déus, en veure la seva tristesa, el van transformar en una planta que porta el seu nom, el safrà (Crocus sativus). Esmílace també va ser convertida en planta, l'arítjol (Smilax aspera).
En una variant del mite que transmet Galè es deia que Crocos era un company d'Hermes i el déu el va matar accidentalment en una competició de llançament de disc. Hermes es va quedar tan angoixat que va transformar el cos de Crocos en una flor, la flor del safrà. El mite és similar al d'Apol·lo i Jacint, i de fet pot ser una variant d'aquesta història.